# Teófilo Santos
Teófilo Agostinho Martins Araújo dos Santos (ur. 12 lutego 1951 w m. Viana do Castelo) – portugalski prawnik i polityk, poseł do Parlamentu Europejskiego IX kadencji.

## Życiorys
Absolwent prawa na Uniwersytecie w Coimbrze. Ukończył też studia podyplomowe z prawa podatkowego na Portugalskim Uniwersytecie Katolickim. Podjął praktykę w zawodzie adwokata w Leirii. Zaangażował się w działalność polityczną w ramach Partii Socjaldemokratycznej. Zasiadł w zgromadzeniu miejskim w Leirii. W kwietniu 2024 objął zwolniony mandat w Parlamencie Europejskim IX kadencji, w którym dołączył do frakcji Europejskiej Partii Ludowej.